# Asparagus neglectus
Asparagus neglectus là một loài thực vật có hoa trong họ Măng tây. Loài này được Kar. & Kir. mô tả khoa học đầu tiên năm 1841.